# Olympische Sommerspiele 2020/Segeln – 470er (Frauen)
Die Segelregatta mit dem 470er der Frauen bei den Olympischen Sommerspielen 2020 wurde vom 28. Juli bis 2. August 2021 vor dem Yachthafen Enoshima ausgetragen.

## Titelträgerinnen
| Olympiasiegerinnen | Hannah Mills / Saskia Clark      | Rio de Janeiro 2016 |
| Weltmeisterinnen   | Ai Kondō Yoshida / Miho Yoshioka | Aarhus 2018         |

## Zeitplan
| ● | Regatta | ● | Medal Race |

| Datum   | Juli    | Juli    | Juli    | Juli    | August | August | August | August |
| Datum   | 28. Mi. | 29. Do. | 30. Fr. | 31. Sa. | 1. So. | 2. Mo. | 3. Di. | 4. Mi. |
| ------- | ------- | ------- | ------- | ------- | ------ | ------ | ------ | ------ |
| Regatta | 1/2     | 3/4     | 5/6     | frei    | 7/8    | 9/10   | frei   | ●      |

## Ergebnisse
| - † = Streichergebnis - UFD = „U“ flag disqualification - BFD = „Black“ flag disqualification - RDG = Redress given (Anerkannte Abhilfe) - DNF = Did not finish (Rennen nicht beendet) - DPI = Discretionary penalty imposed (Strafe) - DSQ = Disqualifikation - OCS = On the course side of the starting line (Falsche Position bei Start) |

| Rang | Athletinnen                              | Nation             | Regatta | Regatta  | Regatta | Regatta | Regatta | Regatta | Regatta | Regatta | Regatta | Regatta | Regatta | Punkte | Punkte                |
| Rang | Athletinnen                              | Nation             | I       | II       | III     | IV      | V       | VI      | VII     | VIII    | IX      | X       | MR      | Gesamt | Mit Streich- ergebnis |
| ---- | ---------------------------------------- | ------------------ | ------- | -------- | ------- | ------- | ------- | ------- | ------- | ------- | ------- | ------- | ------- | ------ | --------------------- |
| 1    | Hannah Mills Eilidh McIntyre             | Großbritannien     | 4       | 3        | 7       | 1       | 3       | 3       | 1       | 3       | 9†      | 3       | 10      | 47     | 38                    |
| 2    | Agnieszka Skrzypulec Jolanta Ogar        | Polen              | 1       | 1        | 2       | 5       | 12      | 1       | 5       | 4       | 15†     | 15      | 8       | 69     | 54                    |
| 3    | Camille Lecointre Aloïse Retornaz        | Frankreich         | 3       | 2        | 4       | 7       | 1       | 12†     | 6       | 5       | 10      | 4       | 12      | 66     | 54                    |
| 4    | Linda Fahrni Maja Siegenthaler           | Schweiz            | 12†     | 4        | 8       | 2       | 5       | 10      | 9       | 7       | 12      | 5       | 2       | 76     | 64                    |
| 5    | Tina Mrak Veronika Macarol               | Slowenien          | 8       | 16†      | 6       | 9       | 4       | 7       | 3       | 9       | 2       | 7       | 14      | 85     | 69                    |
| 6    | Luise Wanser Anastasiya Winkel           | Deutschland        | 22† DSQ | 22 DSQ   | 5       | 4       | 15      | 8       | 7       | 1       | 5       | 6       | 4       | 99     | 77                    |
| 7    | Ai Kondō Yoshida Miho Yoshioka           | Japan              | 6       | 7        | 11      | 15†     | 2       | 2       | 12      | 8       | 7       | 8       | 16      | 94     | 79                    |
| 8    | Noya Bar Am Shahar Tibi                  | Israel             | 2       | 14       | 22      | 3       | 10      | 11      | 4       | 11      | 6       | 3       | 6       | 102    | 80                    |
| 9    | Fernanda Oliveira Ana Barbachan          | Brasilien          | 15†     | 5        | 1       | 10      | 13      | 4       | 10      | 10      | 8       | 1       | 20      | 97     | 82                    |
| 10   | Afrodite Zegers Lobke Berkhout           | Niederlande        | 10      | 11       | 14      | 11      | 9       | 6       | 17†     | 6       | 4       | 2       | 18      | 108    | 91                    |
| 11   | Silvia Mas Patricia Cantero              | Spanien            | 11      | 13       | 3       | 6       | 14      | 15      | 8       | 17†     | 1       | 10      |         | 98     | 81                    |
| 12   | Nikole Barnes Lara Dallman-Weiss         | Vereinigte Staaten | 13      | 6        | 15      | 13      | 6       | 5       | 19      | 2       | 22† UFD | 19      |         | 120    | 98                    |
| 13   | Elena Berta Bianca Caruso                | Italien            | 5       | 10       | 9       | 12      | 8       | 16†     | 14      | 16      | 16      | 12      |         | 118    | 102                   |
| 14   | Olivia Bergström Lovisa Karlsson         | Schweden           | 17      | 9        | 10      | 16      | 7       | 9       | 18†     | 14      | 11      | 18      |         | 129    | 111                   |
| 15   | Ariadne Spanaki Emilia Tsoulfa           | Griechenland       | 14      | 8        | 22† BFD | 17      | 17      | 13      | 2       | 12      | 22 UFD  | 9       |         | 136    | 114                   |
| 16   | Nia Jerwood Monique de Vries             | Australien         | 7       | 12       | 12      | 8       | 18      | 19      | 15      | 13      | 13      | 20†     |         | 137    | 117                   |
| 17   | Beste Kaynakçı Okyanus Arıkan            | Türkei             | 18      | 18,1 DPI | 22† BFD | 18      | 11      | 14      | 13      | 18      | 3       | 14      |         | 149,1  | 127,1                 |
| 18   | Wei Mengxi Gao Haiyan                    | China              | 9       | 15       | 16      | 14      | 22† DSQ | 18      | 11      | 15      | 14      | 17      |         | 151    | 129                   |
| 19   | Nuraisyah Jamil Juni Karimah Noor Jamali | Malaysia           | 16      | 18       | 17      | 20      | 19      | 20      | 20      | 22† DNF | 17      | 11      |         | 180    | 158                   |
| 20   | María Belén Tavella Lourdes Hartkopf     | Argentinien        | 22† DSQ | 22 DSQ   | 13      | 19      | 16      | 17      | 16      | 19      | 22 UFD  | 16      |         | 182    | 160                   |
| 21   | Denise Parruque Maria Machava            | Mosambik           | 22† DNS | 22 DNS   | 18      | 21      | 20      | 21      | 21      | 20      | 18      | 21      |         | 204    | 182                   |